# Civilization III
Civilization III neboli Civ3 (v češtině též Civilizace III) je tahová strategická počítačová hra, třetí ze série her Civilization a Civilization II. Byla vydána Sidem Meierem v roce 2001. Na rozdíl od předchozích dílů, tento využívá 3D grafiku a také animace činností (např. u pracanta lze vidět co právě dělá, zatímco v předchozích dílech se zobrazovalo pouze písmeno). Existuje i verze pro mobilní telefony s velmi omezeným rozhraním odpovídajícím ořezané Civilizaci I pro PC.

## Popis hry

### Základní princip
Hrač je ve hře vládcem své civilizace, zakládá města a tím zvětšuje své hranice, buduje armádu, udržuje pořádek v zemi, řídí vědu a stará se o bohatství své civilizace. Na počátku lze zvolit cíl: dobývat, nebo vítězit kulturní převahou či diplomatickou cestou či s rozvojem technologie vyslat úspěšnou misi k Alfa Centauri a dosáhnout vesmírného vítězství.
Během hry se setkává s dalšími civilizacemi (zpravidla řízenými počítačem), se kterými může vyjednávat, obchodovat nebo válčit a případně je i zničit (nebo být sám zničen, čímž prohrává hru).

### Herní plán
Před začátkem hry lze zvolit velikost mapy, poměr vody a souše, útočnost barbarů a intenzitu jejich výskytu (barbaři jsou počítačem ovládaný národ, který nemá města, pouze osady, a nelze s nimi vyjednávat), suché či vlhké klima, množství ledových a sněžných plání, kopců a hor. K dodatečným úpravám terénu v průběhu hry hráč využívá pracovní jednotky, které staví cesty, zakládají osady či obranná opevnění, kopají doly nebo u vyspělejších civilizací i zalesňují a čistí imise.

### Národy
Řád hry je podobný předchozím dílům. Hráč si vybere jeden z národů a stane se vůdcem tohoto národu. Každý z národů má svou speciální jednotku a počáteční bonusy. Národů je zde celkem 16:
- Američané
- Aztékové
- Babyloňané
- Číňané
- Egypťané
- Angličané
- Francouzi
- Němci
- Řekové
- Indové
- Irokézové
- Japonci
- Peršané
- Římané
- Rusové
- Zulové

### Styl vlády
Hráč si volí styl vládnutí v zemi. Tomu pak odpovídají i některé bonusy, např. nižší náklady na vojenské jednotky nebo menší náchylnost obyvatel k revoltě. Před nastavením stylu vlády je ale potřeba daný styl vyzkoumat. Na výběr je:
- Despotismus
- Monarchie
- Komunismus
- Demokracie
- Republika
- Fašismus

### Suroviny
Na některých polích herního plánu se vyskytují speciální suroviny, které městům poskytují dodatečné bonusy. Některé suroviny slouží k podpoře a rozvoji vojska, jiné k obchodu a zvýšení počtu šťastných lidí ve městech.
Díky surovinám, které podporují vojsko, může hráč stavět další typy jednotek. Tyto suroviny jsou:
- Koně
- Ledek
- Nafta
- Guma
- Uran
- Uhlí
- Železo
- Hliník

Suroviny sloužící k obchodu a obveselovaní obyvatelstva (luxus) jsou:
- Slonovina
- Drahokamy
- Kadidlo
- Koření
- Kožešina
- Víno
- Hedvábí
- Barvivo

### Jednotky

#### Speciální jednotky
Tyto vojenské jednotky se speciálními bonusy jsou specifické vždy pro určitou civilizaci a nahrazují některé z běžných jednotek:
- Legionář (Římané) zastupuje Šermíře
- Hoplita (Řecko) zastupuje Oštěpaře
- Panzer (Německo) zastupuje Tank
- Nájezdník (Čína) zastupuje Rytíře
- Samuraj (Japonsko) zastupuje Rytíře
- Válečný slon (Indie) zastupuje Rytíře
- Jaguáří válečník (Aztékové) zastupuje Válečníka
- Horský válečník (Irokézové) zastupuje Jezdce
- Válečný vůz (Egypťané) zastupuje Chariot
- Lukostřelec (Babyloňané) zastupuje Střelce
- Kozáci (Rusko) zastupuje Kavalérii
- F15 (Američané) zastupuje Bitevní stíhačku
- Mušketýr (Francie) zastupuje Vojáka s puškou
- "Nesmrtelný" (Peršané) zastupuje Šermíře
- Impi (Zulové) zastupuje Šermíře
- Man-O-War (Anglie) zastupuje Fregatu

#### Pěší jednotky
- Válečník
- Oštěpař
- Kopiník
- Střelec
- Ostrostřelec
- Šermíř
- Voják s puškou
- Voják
- Pěchota
- Parašutista
- Mariňák
- Motorizovaná pěchota
- Tank
- Pancéřový tank

#### Jezdectvo
- Chariot (válečný vůz)
- Jezdec
- Rytíř
- Kavalérie

#### Artilerie
- Katapult
- Kanón
- Dělostřelectvo
- Radarové dělostřelectvo

#### Nebojující jednotky
- Osadník (zakládá nová města)
- Pracant (upravuje terén a staví cesty)
- Zvěd
- Objevitel
- Vůdce

#### Vzdušné jednotky
- Stíhačka
- Bitevní stíhačka
- Neviditelná stíhačka
- Bombardér
- Neviditelný bombardér
- Helikoptéra
- Řízená střela
- Atomová střela
- ICBM

#### Plavidla
- Galéra
- Karavela
- Galeona
- Transport
- Korzárská loď
- Fregata
- Pancéřová loď
- Ponorka
- Jaderná ponorka
- Torpédoborec
- Křižník AEGIS
- Válečná loď
- Letadlová loď

### Stavby
Ve hře lze ve městech postavit následující stavby:
- Letiště
- Akvadukt
- Banka
- Kasárna
- Katedrála
- Městské opevnění
- Elektrárna
- Pobřežní opevnění
- Koloseum
- Soudní budova
- Továrna
- Sýpka
- Přístav
- Nemocnice
- Vodní elektrárna
- Manufaktura
- Stanice veřejné dopravy
- Atomová elektrárna
- Pobřežní plošina
- Palác
- Policejní stanice
- Recyklační středisko
- Laboratoř
- Odpalovací plošina pro řízené střely
- Sluneční panel
- Chrám
- Universita

#### Světové divy
Kromě běžných budov může hráč ve městech vybudovat i některé z divů světa. Ty zvyšují produkci, štěstí nebo zlepšují trénování jednotek aj. Každý div smí postavit jen jedna civilizace. Jakmile je postaven, ostatní civilizace ho již nemohou vybudovat. Ve hře je možné postavit tyto divy:
- Velká zeď
- SETI Program
- Maják
- Kolos
- Velká knihovna
- Visuté zahrady
- Orákulum
- Pyramida
- Budova Spojených národů
- Hooverova přehrada
- Kaple
- Leonardova pracovna
- Památník evoluční teorie
- Vojenská akademie Sun Tzu
- Koperníkova hvězdárna
- Památník Magalhaesovy plavby kolem světa
- Shakespearvovo divadlo
- Budova obchodní společnosti Adama Smithe
- Památník dlouhověkosti
- Projekt Manhattan
- Bachova katedrála
- Památník léčby rakoviny
- Památník volebního práva žen
- Newtonova univerzita